# Lates angustifrons
Lates angustifrons é uma espécie de peixe da família Latidae.
Pode ser encontrada nos seguintes países: Burundi, República Democrática do Congo, Tanzânia e Zâmbia. Seus habitats naturais são lagos de água doce.